# Amyand Buckingham
Amyand "David" Buckingham, CBE, FRS (Pymble, Sydney, New South Wales, Austrália, 28 de janeiro de 1930 - 4 de fevereiro de 2021) foi um químico com especialização em física e química australiano.

## Biografia
Foi professor emérito de química na Universidade de Cambridge, Reino Unido, e membro emérito do Pembroke College, Cambridge. Ele obteve um B.Sc. e M. Sc. orientado por RJW Le Fevre, da Universidade de Sydney e Ph. D. pela Universidade de Cambridge supervisionado por John Pople. Ele era um estudante de exibição em 1851 no Laboratório de Química Física da Universidade de Oxford em 1955-1957, Professor e Aluno em Christ Church, Oxford em 1955-1965 e professor universitário no Laboratório de Química Inorgânica em 1958-1965. Ele foi professor de Química Teórica da Universidade de Bristol em 1965-1969. Ele foi nomeado professor de Química na Universidade de Cambridge em 1969.
Foi membro da Royal Society (1975) e adjunto dos Negócios Estrangeiros da National Academy of Sciences (1992). É membro da Academia Internacional de Ciência Quântica Molecular.
A pesquisa do professor Buckingham centrou-se sobre a avaliação e compreensão dos elétricos, magnéticos e ópticos, as propriedades das moléculas, bem como sobre a teoria das forças intermoleculares. Ele foi o primeiro a medir o valor de um momento quadrupolar molecular, que a molécula de dióxido de carbono (CO2) .
Recebeu o primeiro Prêmio Ahmed Zewail em Ciências Moleculares para contribuições pioneiras para as ciências moleculares em 2006.
Também jogou 10 partidas de críquete de primeira classe para a Universidade de Cambridge entre 1955 e 1960, marcando 349 é executado, incluindo dois séculos e meio em uma média de 18,36.

## Morte
Morreu em 4 de fevereiro de 2021, aos 91 anos.